# Gunter Amler

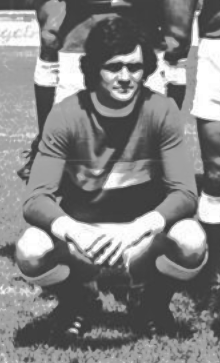
Amler 1982 bei Chemie Böhlen

Gunter Amler (* 14. Januar 1953) war Fußballspieler in der DDR-Oberliga. In der höchsten Fußball-Liga der DDR spielte er für Chemie Böhlen und den Halleschen FC Chemie.

## Sportliche Laufbahn
Der als Motorenbauer ausgebildete 1,80 m große Amler kam zur Saison 1976/77 von der aufgelösten zweiten Mannschaft des Halleschen FC Chemie, die zuletzt in der zweitklassigen DDR-Liga gespielt hatte, zum DDR-Ligisten Betriebssportgemeinschaft (BSG) Chemie Buna Schkopau. Im Sommer 1978 wechselte Amler in die DDR-Oberliga zur BSG Chemie Böhlen. Dort bestritt er 23 Oberligaspiele als rechter oder zentraler Verteidiger. In seinem ersten Oberligaspiel am 26. August 1978 wurde er in der Begegnung des 2. Spieltages FC Carl Zeiss Jena – Chemie Böhlen (1:1) als rechter Abwehrspieler aufgeboten. Am Ende der Saison 1978/79 musste Böhlen aus der Oberliga absteigen.
Amler wechselte daraufhin zum Oberligavertreter Hallescher FC Chemie. Zu Beginn der Saison 1979/80 kam Amler für den zuletzt formschwachen Andreas Broz im Mittelfeld zum Einsatz. Bis zur Winterpause bestritt er 12 der 13 Punktspiele. Anschließend wurde er wieder durch Broz ersetzt und kam bis zum Ende der Saison nicht mehr in der Oberliga zum Einsatz. 1980/81 war Amler über die gesamte Spielzeit hin nur Ersatzspieler, kam erneut nur auf 12 Oberligaeinsätze, von denen er lediglich sechs über die volle Spieldauer absolvierte. Die Saison 1981/82 wurde Amlers letzter Spielzeit in Halle, nur in der Hinserie spielte er siebenmal in der Oberliga. Er kam damit innerhalb von drei Spielzeiten auf 31 Oberligaeinsätze, in denen er nur zwei Tore erzielte.
Anschließend kehrte Amler zur BSG Chemie Böhlen zurück, die gerade wieder in die Oberliga aufgestiegen war. Dort wurde er wieder als Verteidiger vorgesehen, konnte sich aber nicht in die Stammbesetzung hineinspielen und bestritt hauptsächlich als Außenverteidiger nur 15 Oberligaspiele. Als Böhlen nach einem Jahr wieder aus der Oberliga abstieg, beendete Amler 30-jährig nach sechs Jahren seine Erstligakarriere. Er spielte noch die Saison 1983/84 beim DDR-Ligisten TSG Chemie Markkleeberg und wechselte danach in die drittklassige Bezirksliga Halle zur BSG Fortschritt Weißenfels, wo er schließlich seine Fußballspieler-Laufbahn beendete.